# 皮宰
皮宰（法語：Pizay，法語發音：[pizɛ]）是法国东部安省的一个市镇，属于布雷斯地区布尔格区。

## 地理
皮宰（45°53'19"N, 5°5'22"E）面积11.18 平方千米，位于法国奥弗涅-罗讷-阿尔卑斯大区安省，该省份为法国东部省份，北起汝拉省，西北接索恩-卢瓦尔省，西接罗讷省和里昂大都会，南至伊泽尔省，东与萨瓦省、上萨瓦省和瑞士接壤。
与皮宰接壤的市镇（或旧市镇、城区）包括：布雷索勒、达尼厄、法拉芒、勒蒙特利耶、蒙吕埃勒、圣克鲁瓦。

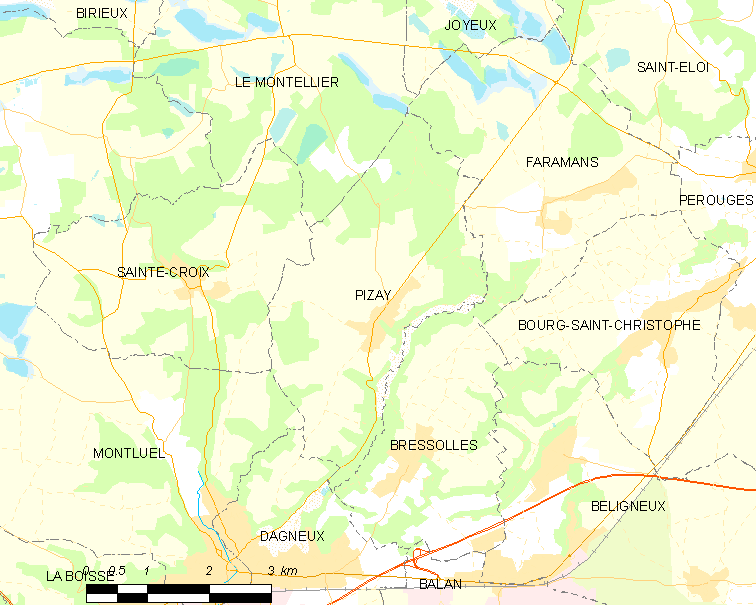
皮宰的OSM定位图

皮宰的时区为UTC+01:00、UTC+02:00（夏令时）。

## 行政
皮宰的邮政编码为01120，INSEE市镇编码为01297。

## 政治
皮宰所属的省级选区为梅克西米约县。

## 人口

1962-2008年间皮宰人口变化图示

皮宰于2022年1月1日时的人口数量为922人。